# نیکولا وسویچ
نیکولا وسویچ (انگلیسی: Nikola Vučević؛ زادهٔ ۲۴ اکتبر ۱۹۹۰) بازیکن بسکتبال اهل مونته‌نگرو است.
از باشگاه‌هایی که در آن بازی کرده‌است می‌توان به فیلادلفیا سونتی‌سیکسرز، اورلندو مجیک، و شیکاگو بولز اشاره کرد.